# بوناصر
33°33′59″N 3°53′29″W / 33.56639°N 3.89139°W

بوناصر هو أحد جبال الأطلس المتوسط القريب من جبل بويبلان والمرتفع 3326متراً \ 10912قدماً عن سطح البحر، ويوجد ضمن منطقة فاس-بولمان؛ وتحديداً داخل محمية القنص المنظـّم «بوناصر» التي تتسع ما بين 8700 هكتارٍ  و 12100 هكتارٍ 
أسفل جبل بوناصر تقع قرية بني بويلول التابعة ترابيا لجماعة بركين اقليم جرسيف

## وصلات خارجية
- علىMaroc.ma